# We Were Strangers
We Were Strangers (bra: Resgate de Sangue; prt: Os Insurrectos) é um filme de drama de aventura americano de 1949 dirigido por John Huston e estrelado por Jennifer Jones e John Garfield. Ambientado em 1933, o filme trata de um grupo de revolucionários que tenta derrubar o governo cubano de Gerardo Machado. A história é vagamente baseada em um episódio do romance Rough Sketch, de Robert Sylvester, e se baseia em eventos históricos.

## Elenco
- Jennifer Jones como China Valdés
- John Garfield como Tony Fenner
- Pedro Armendáriz como Armando Ariete
- Gilbert Roland como Guillermo Montilla
- Ramon Novarro como Chefe
- Wally Cassell como Miguel
- Tito Renaldo como Manolo Valdés
- David Bond como Ramón Sánchez
- José Pérez como Toto
- Morris Ankrum como Sr. Seymour, gerente do banco